# Unterhaltungssoftware Selbstkontrolle

Logo ufficiale USK usato fino ad agosto 2010.

Unterhaltungssoftware Selbstkontrolle (in inglese Entertainment Software Self-Regulation Body; sigla: USK) è un'organizzazione tedesca classificante videogiochi attraverso la sola suddivisione in fasce età.

## Classificazione
USK utilizza un sistema basato sulla sola suddivisione in fasce d'età; non sono impiegati simboli che descrivono i contenuti.
| Simbolo | Definizione (In tedesco)                              | Descrizione |
| ------- | ----------------------------------------------------- | --- |
|         | Freigegeben ohne Altersbeschränkung gemäß § 14 JuSchG | Per tutti. Non ci sono restrizioni (sulla base del Jugendschutzgesetz) per la vendita; il gioco potrebbe comunque non essere adatto ai bambini non tanto per il contenuto, quanto per la difficoltà o la complessità che il videogioco potrebbe presentare. |
|         | Freigegeben ab 6 Jahren gemäß § 14 JuSchG             | Inadatto ai minori di 6 anni. I contenuti potrebbero essere di natura astratta o fumettista, possedere alcuni temi cupi o potrebbero in qualche modo turbare i bambini più piccoli; nel caso di combattimenti, la violenza è mantenuta ad un livello molto basso in stile cartoon, con tipologie di armi non riconducibili alla realtà.                                                                                         |
|         | Freigegeben ab 12 Jahren gemäß § 14 JuSchG            | Inadatto ai minori di 12 anni. I contenuti potrebbero toccare temi violenti quali la lotta e la guerra, estrapolati da contesti storici o scientifici; la violenza è mantenuta ad un livello medio-basso. |
|         | Freigegeben ab 16 Jahren gemäß § 14 JuSchG            | Inadatto ai minori di 16 anni. I contenuti trattano temi "forti", ma possono alludere ad altri più maturi. Potrebbero essere inoltre presenti combattimenti con tipologie di armi riconducibili alla realtà; la violenza è mantenuta ad un livello medio-alto, ma non è visibile il sangue (nel caso in cui il sangue sia visibile, esiste la possibilità di eliminarlo modificando le opzioni o applicando il filtro famiglia. |
|         | Keine Jugendfreigabe gemäß § 14 JuSchG                | Inadatto ai minori di 18 anni. I contenuti potrebbero trattare apertamente scene di brutale violenza, discriminazione, sessualità, uso di tabacco e droga; i temi potrebbero vergere anche sulla glorificazione della guerra o sulla violazione dei diritti umani. |